# Телье, Альфонс (политик)
Альфонс Александр Телье (фр. Alphonse Alexandre Tellier; 29 сентября 1876 года, Амьен, Сомма — 29 сентября 1954 года, Лиллер, Па-де-Кале) — французский политик, профсоюзный деятель, член Палаты депутатов Третьей французской республики от департамента Па-де-Кале с 1928 по 1932 и с 1936 по 1942 годы.

## Биография
Альфонс Александр Телье родился 29 сентября 1876 года в Амьене в семье прядильщика и гладильщицы. В 13 лет стал подмастерьем на обувной фабрике, позже продолжил трудиться там рабочим. Сформировав у себя социалистические взгляды, Телье стал профсоюзным деятелем. Вступил в союз кожевенников города, в 1899 году стал его секретарём. Год спустя он основал рабочий кооператив по производству обуви, который просуществовал десять лет. В 1902 году избрался в муниципальный совет Амьена. 
После основания в 1905 году Французской секции Рабочего интернационала стал членом исполнительного комитета СФИО и секретарём Социалистической федерации Соммы. Присутствовал на 9-м конгрессе Всеобщей конфедерации труда Франции, где была принята Амьенская хартия. В 1907 году покинул департамент, чтобы возглавить обувной кооператив в Лиллере. В 1919 году стал мэром города. 
На парламентских выборах 1929 года баллотировался во 1-м избирательном округе Бетюн в Па-де-Кале и получил мандат, набрав во втором туре 9308 голосов из 18513. Был членом комиссий по торговле и промышленности и по военно-морскому флоту, участвовал в дискуссиях по бюджету, лоббировал уменьшение призыва на флот и улучшение условий труда на предприятиях. На выборах 1932 года, несмотря на перераспределение голосов от коммуниста Дюбуса, проиграл Эмилю Канда, однако спустя четыре года вернул депутатское кресло, набрав 10 264 голоса из 21 240. Выступал против увеличения затрат на оборону, лоббировал законопроект об усовершенствовании пенсионной системы несовершеннолетних рабочих. 
10 июля 1940 года не присутствовал во время голосования за конституционный закон, который наделял Филиппа Петена диктаторскими полномочиями, за что позже извинился. Оставался мэром Лиллера во время оккупации, хотя и оставался патриотом. Тем не менее, в 1944 году сложил полномочия мэра и ушёл из политики. Скончался 29 сентября 1954 года в день своего 78-го дня рождения.